# 蔡育輝
蔡育輝（1959年9月25日—），中華民國政治人物，中國國民黨籍，現任臺南市議會議員、新營濟安宮主任委員，曾任臺南縣議員。

## 生平
蔡育輝出生於臺南縣新營鎮（今臺南市新營區），曾就讀新營國小、新東國中、興國高中，並擁有中國文化大學法律系財經組學士以及國立中正大學政治學系碩士學位。父親蔡登瀛（1935–2016年）為基層政治人物，曾任5屆臺南縣議員。蔡育輝有2名姐姐、1名哥哥，哥哥蔡崇名長年擔任新營大宏里里長，2009年代表國民黨參選新營市市長。
2002年，蔡育輝當選第十五屆臺南縣議員；2005年連任至2010年任期屆滿。
2010年，蔡育輝參選臺南縣市合併後第一屆臺南市議員，但成為落選頭。2012年5月29日，無黨籍議員顏炎釧因賄選被臺南高院判決當選無效定讞，6月5日由蔡育輝遞補。宣誓就職儀式訂於6月21日，並在其堅持下，在原臺南縣議會（今臺南市議會民治議事廳）舉行。
2021年11月2日，蔡育輝開記者會宣布隔年市議員選舉願意籌措兩百萬元經費同時讓賢，條件是四十歲以下的年輕女性。
2021年12月22日，蔡育輝在議會臨時會提案「建議請中央改國號，將中華民國改為台灣共和國」，且獲民主進步黨議員支持並通過。

## 選舉紀錄
| 年度 | 選舉屆數               | 選舉區           | 所屬政黨   | 得票數 | 得票率 | 當選標記 | 備註 |
| ---- | ---------------------- | ---------------- | ---------- | ------ | ------ | -------- | ---- |
| 2002 | 第十五屆臺南縣議員選舉 | 臺南縣第一選舉區 | 中國國民黨 | 7,663  | 13.00% |          |      |
| 2005 | 第十六屆臺南縣議員選舉 | 臺南縣第一選舉區 | 中國國民黨 | 8,366  | 13.03% |          |      |
| 2010 | 第一屆臺南市議員選舉   | 臺南市第二選舉區 | 中國國民黨 | 8,374  | 11.79% | 遞補當選 |      |
| 2014 | 第二屆臺南市議員選舉   | 臺南市第二選舉區 | 中國國民黨 | 12,043 | 18.07% |          |      |
| 2018 | 第三屆臺南市議員選舉   | 臺南市第一選舉區 | 中國國民黨 | 21,845 | 20.83% |          |      |
| 2020 | 第十屆立法委員選舉     | 臺南市第一選舉區 | 中國國民黨 | 68,568 | 38.40% |          |      |
| 2022 | 第四屆臺南市議員選舉   | 臺南市第一選舉區 | 中國國民黨 | 18,304 | 19.63% |          |      |

## 外部連結
- 臺南市議會市議員資訊網 （页面存档备份，存于）
- 蔡育輝的Facebook專頁